# Fas 리간드
Fas 리간드(영어: Fas ligand, FasL 또는 CD95L 또는 CD178)는 세포독성 T 림프구 및 자연 살해(NK) 세포에서 발현되는 II형 막관통 단백질이다. Fas 수용체(FasR)과의 결합은 FasR 운반 표적 세포에서 프로그램된 세포 사멸을 유도한다. Fas 리간드/수용체 상호작용은 면역계의 조절과 암의 진행에 중요한 역할을 한다.

## 같이 보기
- 리간드 (생화학)

## 더 읽을거리
- Choi C, Benveniste EN (January 2004). “Fas ligand/Fas system in the brain: regulator of immune and apoptotic responses”. 《Brain Res. Brain Res. Rev.》 44 (1): 65–81. doi:10.1016/j.brainresrev.2003.08.007. PMID 14739003. S2CID 46587211.
- Tolstrup M, Ostergaard L, Laursen AL, Pedersen SF, Duch M (2004). “HIV/SIV escape from immune surveillance: focus on Nef”. 《Curr. HIV Res.》 2 (2): 141–51. doi:10.2174/1570162043484924. PMID 15078178.